# كوبا ليبرتادوريس 2017
كأس ليبرتادوريس 2017 سيكون الموسم الثامن والخمسين من بطولة كأس ليبرتادوريس المنظمة من قبل كونميبول.
سيتأهل الفائز بالبطولة للمشاركة في كأس العالم للأندية 2017 المقامة في الإمارات كما سيتأهل لمنافسة بطل كوبا سود أمريكانا 2017 في ريكوبا سودأمريكانا 2018. أتليتيكو ناسيونال هو حامل اللقب.